# Wienerfilharmonikernas nyårskonsert 1976
Wienerfilharmonikernas nyårskonsert 1976 räknas som den 36:e Nyårskonserten från Wien och ägde rum den 1 januari 1976 i Wiens Musikverein. Den dirigerades för 22:a gången gången av Willi Boskovsky. Det var den 18:e nyårskonserten vars 2:a del sändes på TV via Eurovision. Den sändes också för elfte gången på Intervision, TV-föreningen för de tidigare socialistiska staterna.

## Historia
Strikt räknat var det Wienerfilharmonikernas 31:a nyårskonsert, eftersom det inte var förrän 1946 som Josef Krips introducerade denna titel, som behölls 1947 och därefter. Dessutom var det den 37:e Årsskifteskonserten, då det vid årsskiftet 1939/40 gavs en Außerordentliches Konzert (extraordinär konsert) av Wienerfilharmonikerna, som dock ägde rum på nyårsafton 1939. Från 1941 dirigerades den av Clemens Krauss, med undantag för åren 1946 och 1947 då Krauss förbjöds att dirigera på grund av sin närhet till nazistregimen och ersattes av Josef Krips.
Efter Clemens Krauss död 1954 valdes Willi Boskovsky enhälligt av orkestermedlemmarna till positionen som permanent dirigent för nyårskonserten, som han dirigerade för första gången 1955 (och fram till 1979). Willi Boskovsky är ihågkommen för att han dirigerade stora delar av konserten (mestadels valserna), med violinstråken och fiolen vilande på höften (emellanåt låg den på ett litet bord bredvid dirigentpulten). Han använde ytterst sällan en taktpinne.
Enskilda musikstycken ackompanjerades av balettinspelningar. Medlemmar ur baletten i Wiener Staatsoper dansade och koreografin gjordes av Gerlinde Dill.
Förutom i Österrike sändes programmet i Belgien, Västtyskland, Frankrike, Storbritannien, Italien, Nederländerna, Sverige, Schweiz, Finland, Norge, Spanien, Danmark, Luxemburg, Portugal, Irland och Jugoslavien. 1976 var följande länder närvarande via Intervision: Albanien, Tjeckoslovakien, Östtyskland, Polen, Rumänien, Sovjetunionen och Ungern.
1973 började regelbundna TV-sändningar över hela världen, vilka har varit en integrerad del av nyårskonserterna sedan dess. Från början enbart den andra delen och från 1991 hela konserten. I andra icke-europeiska länder sändes denna konsert från 1976 till Argentina, Chile, Costa Rica, Ecuador, El Salvador, Guatemala, Honduras, Hong Kong, Japan, Jordanien, Marocko, Mauritius, Mexiko, Peru, Sydafrika, Taiwan, Turkiet, Uruguay, USA och Venezuela. Totalt sändes det i 39 stater.

## Program

### 1:a delen
1. Johann Strauss den yngre: Ouvertyr till operetten Prinz Methusalem
2. Josef Strauss: Transactionen, Vals, op. 184
3. Johann Strauss den yngre: Fata morgana, Polka mazur, op. 330
4. Johann Strauss den yngre: Leichtes Blut, Polka schnell, op. 319
5. Johann Strauss den yngre: Accelerationen, Vals, op. 234

### 2:a delen
1. Johann Strauss den yngre: Ouvertyr till operetten Blindekuh*, **
2. Johann Strauss den yngre: Schatz-Walzer, op. 418*
3. Josef Strauss: Eingesendet, Polka schnell, op. 240
4. Josef Strauss: Die Libelle, Polka mazur, op. 204
5. Eduard Strauß: Mit Dampf, Polka schnell, op. 206
6. Carl Michael Ziehrer: Faschingskinder, Vals, op. 382*
7. Johann Strauss den yngre: Neue Pizzicato-Polka, op. 449
8. Johann Strauss den yngre: Seid umschlungen, Millionen, Vals, op. 443

### Extranummer
1. Johann Strauss den yngre: So ängstlich sind wir nicht!, Polka schnell, op. 332
2. Johann Strauss den yngre: An der schönen blauen Donau, Vals, op. 314
3. Johann Strauss den äldre: Radetzkymarsch, op. 228

Verkförteckningen och verkens ordning finns på Wienerfilharmonikernas webbplats.
De verk markerade med * stod för första gången på programmet till en nyårskonsert.

## Weblänkar
- Programmet till nyårskonserten 1976 på wienerphilharmoniker.at